# Stazione di Torano-Lattarico
Stazione di Torano-Lattarico vasútállomás Olaszországban, Calabria régióban, Torano Castello településen.

## Vasútvonalak
Az állomást az alábbi vasútvonalak érintik:
- Cosenza-Sibari-vasútvonal

## Kapcsolódó állomások
A vasútállomáshoz az alábbi állomások vannak a legközelebb:
- Stazione di Mongrassano-Cervicati
- Stazione di Acri-Bisignano-Luzzi